# جيم ديفيس (كرة سلة)
جيم ديفيس (بالإنجليزية: Jim Davis)‏ مواليد 18 ديسمبر 1941 في مونسي، هو لاعب كرة سلة أمريكي سابق. بدأ مسيرته الاحترافية في سنة 1964. تم اختياره من قبل فريق ديترويت بيستونز خلال الدرافت. يبلغ طوله 6 قدم 9 بوصة (2.1 م). اعتزل اللعب في 1975. أحرز خلال مسيرته في الإن بي إيه 3997 نقطة بمعدل 6.7 نقاط في المباراة الواحدة.

## المسيرة الإحترافية
لعب مع أتلانتا هوكس من سنة 1967 إلى 1972، ثم لعب مع هيوستن روكتس في سنة 1971، ثم لعب مع ديترويت بيستونز في سنة 1975.

## روابط خارجية
- جيم ديفيس على موقع إن بي أي (الإنجليزية)
- جيم ديفيس على موقع سبورتس رفرنس (الإنجليزية)
- جيم ديفيس على موقع كلية كرة السلة في سبورتس رفرنس.كوم (الإنجليزية)
- جيم ديفيس على موقع ريلجم (الإنجليزية)
- جيم ديفيس على موقع سبورتس رفرنس (الإنجليزية)